# Hagenskov
Hagenskov er en herregård lidt syd for Ebberup på Sydvestfyn. Den var oprindeligt en middelalderborg og er nævnt som krongods i 1251. Senere har godset flere gange været ejet af Kronen eller staten. Især tilbragte kronprins Frederik (VII) en del af sin ungdom her, mens han var guvernør over Fyn. Godset ligger i Sønderby Sogn i det tidligere Båg Herred.
Hovedbygningen fra 1776 var arkitekten G.E. Rosenbergs hovedværk.
Hagenskov var indtil 1662, hvor det blev omdannet til Assens Amt, et kongeligt len.
I 1259 var der strid mellem konge og kirke, og kong Christoffer 1. tog den opsætsige ærkebiskop Jakob Erlandsen til fange og førte ham til Hagenskov iført narrehue og siddende baglæns på hesten. Jakob Erlandsen blev anbragt i fangehullet på Hagenskov, som er det eneste bevarede af den oprindelige middelalderborg, men han sad her kun i få måneder, indtil kong Christoffer I døde, hvorefter Jakob Erlandsen blev sluppet fri.
Det gamle slot, der brændte i 1741 lå på et voldsted nær det nuværende slot, som er opført 1774-76 i nyklassicistisk stil.
Fra 1667 til 1962 hed gården Frederiksgave.
Hagenskov ejes af slægten Schall Holberg.
Hagenskov Gods er på 290 hektar med Vintergården og Aagaarden
- Tidligere portbygning
- Driftsbygningerne
- Det gamle voldsted
- Hagenskov omkring 1680 ifølge Resen

## Ejere af Hagenskov
1. (1251-1263) Kronen
2. (1263-1278) Albrecht af Brunsvig
3. (1278-1300) Kronen
4. (1300-1336) Greve Gert
5. (1336-1350) Ditlev af Wensin
6. (1350-1360) Ditlev af Wensin / Otto af Wensin
7. (1360-1396) Benedict von Ahlefeldt
8. (1396-1667) Kronen
9. (1667-1670) Niels Banner
10. (1670-1693) Christian Banner
11. (1693-1707) Mette von der Kuhla gift Banner
12. (1707-1719) Frantz Joachim von Dewitz
13. (1719-1723) Joachim Diderich von Dewitz
14. (1723-1729) Clarelia Reventlow gift von Dewitz
15. (1729-1765) Frantz Joachim von Dewitz
16. (1765-1766) Friderich Wilhelm Otto
17. (1766-1767) Friderich Wilhelm Ottos dødsbo
18. (1767-1804) Niels Ryberg
19. (1804-1824) Johan Christian Ryberg
20. (1824-1854) Staten
21. (1854-1882) Carl Wilhelm Adam Sigismund lensgreve von Wedell
22. (1882-1927) Carl Wilhelm Adam Sigismund lensgreve von Wedells Familiestiftelse
23. (1927-1942) Julius Carl Hannibal lensgreve von Wedell
24. (1942-1954) Konsul TH. Andersen
25. (1954-1977) Preben Caroc Claus Schall Holberg
26. (1977-2005) Britta Schall Holberg gift Hansen
27. (2005-2009) Britta Schall Holberg / Jacob Caroc Claus Schall Holberg (I/S)
28. (2009-) Jacob Caroc Claus Schall Holberg